# Lasius viehmeyeri
Lasius viehmeyeri är en myrart som beskrevs av Carlo Emery 1922. Lasius viehmeyeri ingår i släktet Lasius och familjen myror. Inga underarter finns listade i Catalogue of Life.